# Methidathion
Methidathion ist eine chemische Verbindung aus der Gruppe der Thiophosphorsäureester.

## Gewinnung und Darstellung
Methidathion kann durch eine mehrstufige Reaktion ausgehend von einer Reaktion zwischen Methanol, Kohlenstoffdisulfid und Hydrazin und weitere Reaktion des Zwischenproduktes Thiocarbamidsäuremethylester mit Phosgen, Formaldehyd, Thionylchlorid und O,O-Dimethylhydrogendithiophosphat gewonnen werden.

## Eigenschaften
Methidathion ist ein farbloser Feststoff, der wenig löslich in Wasser ist. Er ist stabil unter neutralen und leicht sauren Bedingungen, hydrolysiert aber rasch unter alkalischen Bedingungen.

## Verwendung
Methidathion ist eine nicht-systemisches Organophosphat-Insektizid und Akarizid mit Fraß- und Kontaktwirkung. Es wird zur Bekämpfung von Insekten und Milben bei Obst, Gemüse, Tabak, Luzerne und Sonnenblumen verwendet und ist besonders wirksam gegen Schildläuse. Es wird zum Beispiel unter den Handelsnamen Ultrazid und Supracid vertrieben und wirkt durch Hemmung der Acetylcholinesterase.

## Zulassung
In der Europäischen Union ist Methidathion seit 2004 nicht mehr als Wirkstoff in Pflanzenschutzmitteln zugelassen. Einigen EU-Staaten wurde für bestimmte Anwendungen (für Deutschland beim Ölraps) eine Übergangsfrist bis 30. Juni 2007 eingeräumt.
Auch in der Schweiz sind keine Pflanzenschutzmittel mit diesem Wirkstoff zugelassen. Ab 2021 ist der Export von Methidathion aus der Schweiz verboten.
Das Europäische Arzneibuch legt als Grenzwert für Methidathion-Rückstände in pflanzlichen Drogen 0,2 mg·kg−1 fest.